# Viorel Gherciu
Viorel Gherciu (ur. 29 listopada 1969 w Kiszyniowie) – mołdawski menedżer i agronom, w latach 2021–2022 minister rolnictwa i przemysłu spożywczego.

## Życiorys
W 1992 ukończył studia agronomiczne na Państwowym Uniwersytecie Rolniczym Mołdawii w Kiszyniowie. Odbył następnie studia podyplomowe z zarządzania w agronomii, a w 1998 uzyskał magisterium ze stosunków międzynarodowych w Akademii Administracji Publicznej w Kiszyniowie. Zawodowo pracował jako menedżer branży rolniczej, m.in. przy projektach rozwoju hodowli soi w Mołdawii. Został szefem stowarzyszenia ProRuralInvest zajmującego się dofinansowaniem rolnictwa, uczestniczył w międzynarodowych projektach z zakresu wspierania tej branży oraz brał udział w opracowaniu strategii rozwoju mołdawskiego rolnictwa.
6 sierpnia 2021 (jako bezpartyjny) objął stanowisko ministra rolnictwa i przemysłu spożywczego w rządzie Natalii Gavrilițy. Został odwołany z tej funkcji w lipcu 2022, kiedy to zastąpił go Vladimir Bolea.